# Linh dương sừng nhánh Sonoran
Linh dương Sonoran (Danh pháp khoa học: Antilocapra americana sonoriensis) là một phân loài của loài linh dương sừng nhánh và là một phân loài bị đe dọa, linh dương này là loài đặc hữu của sa mạc Sonoran. Loài này đã thích nghi để sống trong môi trường đặc biệt khó khăn. Nó có thể ăn và tiêu hóa các món cỏ mà các động vật ăn cỏ khác không đếm xỉa đến, bao gồm các loại cỏ sa mạc khô và thậm chí cả xương rồng. Lớp lông của nó có thể chống nhiệt độ lạnh vào ban đêm, cũng như nhiệt độ nóng bức trong những ngày nóng.

## Đặc điểm

### Mô tả
Chúng cũng có bộ lông màu trắng riêng biệt trên mông, bên, ngực, bụng, và trên cổ họng. Con đực trưởng thành có chiều dài từ 1,3-1,5 m (4 ft 3 in-4 ft 11 in) dài từ mũi đến đuôi, khi dứng thì cao 81–104 cm (32–41 in) đến vai, và cân nặng 40–65 kg (88-143 lb). Những con cái là chiều cao giống như con đực nhưng cân nặng từ 34–48 kg (75-106 lb). Bàn chân có hai móng guốc, không có huyền đề. Nhiệt độ cơ thể của chúng là 38 °C (100 °F). Chúng có một khác biệt, mùi xạ hương. Con đực đánh dấu lãnh thổ với một tuyến mùi hương trước ổ mắt mà nằm ở hai bên đầu. Chúng cũng có đôi mắt rất lớn với 320 ° lĩnh vực tầm nhìn. Không giống như hươu, nai, linh dương có một túi mật.
Mỗi sừng của chúng bao gồm một thanh mảnh, chiều ngang dẹt lưỡi xương mọc từ xương trán của hộp sọ, tạo thành một lõi vĩnh viễn. Như trong họ hươu cao cổ, da bao gồm các lõi xương, nhưng trong loài này, nó phát triển thành một vỏ bọc sừng. Không giống như những chiếc sừng của họ trâu bò, các màng bọc sừng của chúng được phân nhánh. Con đực có một vỏ bọc sừng khoảng 12,5–43 cm (4,9-16,9 in) (trung bình 25 cm (9,8 in). Con cái có sừng nhỏ hơn khoảng 2,5-15,2 cm (1–6 in) (trung bình 12 cm (4,7 in)) và đôi khi hầu như không nhìn thấy được. 

### Tốc độ
Chúng là động vật có vú đất nhanh nhất ở Tây bán cầu, được thiết kế để trốn kẻ săn mồi tối đa thông qua việc chạy. Tốc độ tối đa là rất khó để đo chính xác và khác nhau giữa các cá thể; nó có thể chạy 35 mph trong 4 mi (56 km/h trong vòng 6 km), 42 mph trong vòng 1 mi (67 km/h, khoảng 1,6 km), và 55 mph trong 0.5 mi (88,5 km/h cho 0,8 km). Chúng thường được coi là nhanh thứ hai của các động vật trên đất liền, chỉ đứng sau báo săn. Tuy nhiên, nó có thể duy trì tốc độ cao lâu hơn loài báo.
So với kích thước cơ thể của nó, chúng có một khí quản, tim lớn, và phổi để cho phép nó để mất một lượng lớn không khí khi chạy. Ngoài ra, móng guốccó hai dài, đệm, chỉ ngón chân, giúp hấp thụ lực khi chạy ở tốc độ cao. Chúng cũng có một cấu trúc xương cực nhẹ. Chúng được thiết kế để dành cho tốc độ mà không để bật nhảy do đó thực tế đôi khi chúng bị ảnh hưởng bởi hàng rào trại cừu. Báo sư tử, chó sói đồng cỏ, chó sói, và linh miêu là loài săn mồi chủ yếu đối với chúng. Đại bàng vàng đã được báo cáo là có săn con non.

## Bảo tồn
Khoảng 200 loài động vật hiện đang được cho là tồn tại ở Mỹ, tăng từ khoảng 21 cá thể vào năm 2002. Trong năm 2012, có thông báo của hai dự án tái phục hồi đã được công bố ở Federal Register. Một trong những dự án tái phục hồi đã được diễn ra tại Air Force Phạm vi Barry Goldwater M. (BMGR) ở Yuma, Arizona, và thứ hai là ở Kofa National Wildlife Refuge.
Có rất nhiều nguy cơ liên tục đe dọa đến sự sống còn của Linh dương Sonoran. Không ít các mối đe dọa là một thực tế rằng có rất nhiều môi trường sống của chúng là chiếm đóng của các BMGR, mà là một loạt vụ đánh bom không quân Hoa Kỳ đang hoạt động. Liền kề với BMGR là Cabeza Prieta National Wildlife Refuge (CPNWR), cũng là một khu vực sinh sản quan trọng cho các loài này. Các bộ phận của CPNWR là hạn chế đối với du khách từ giữa tháng Ba đến giữa tháng bảy, trong mùa sinh sản, để giảm thiểu xáo trộn của bầy.
Mặc dù thực tế này, khu vực này quá phụ thuộc vào môi trường áp lực liên tục. Các vùng đệm buôn bán bất hợp pháp của người dân và ma túy từ Mexico (chẳng hạn như việc xây dựng các con đường bất hợp pháp và những con đường mòn, xử lý rác bừa bãi, thùng rác, phá hủy thảm thực vật và ô nhiễm nguồn nước) đã làm xuống cấp đáng kể môi trường sống. Những phản ứng từ các cơ quan thực thi pháp luật (ví dụ như Hải quan và Bảo vệ Biên giới và Cục chống ma túy) cũng đã không may làm trầm trọng thêm vấn đề này.